# أحمد مختار جيلي
أحمد مختار جيلي (بالتركية: Ahmet Muhtar Cilli)، (1871 إلى 5 نوفمبر 1958)، هو سياسي تركي، عمل وزير الأشغال العامة التركي من تاريخ 30 أكتوبر 1923، إلى تاريخ 19 يناير 1924.